# Postura (heráldica)

Un león pasante guardante, una figura frecuente en heráldica, fue llamado varias veces leopardo por los heraldos franceses e ingleses.

En Heráldica, una postura, también llamada en algunos casos actitud, es la posición en la cual un animal, una bestia ficticia, un engendro mitológico, un humano o un humanoide es blasonado como una figura, un soporte o una cimera.
Muchas posturas tan solo se aplican a bestias depredadoras y son ejemplificados por la bestia más encontrada frecuentemente en la heráldica —el león.
Otros términos se aplican a animales dóciles, como el ciervo. Otras posturas describen la posición de un ave, que suele ser ejemplificado por el ave que aparece más en los escudos — el águila.
El término francés naiant (nadando), sin embargo, se reserva principalmente para peces, pero también se puede aplicar a los cisnes, patos o gansos.
Las aves se describen a menudo por la posición exacta de sus alas. El término segreant aparentemente está reservado para criaturas mitológicas, ya que este término es la aproximación de rampant (rampante) que se aplica a los cuadrúpedos alados como grifos y dragones.

## Posiciones indicando dirección
Hay posturas que se aplican a la dirección de la cabeza, para indicar las variaciones de la supuesta posición de cualquier figura:
Los animales y las criaturas zooformas presumen de ser mostradas en perfil, mirando a la derecha. Como un guerrero suele llevar un escudo en la mano izquierda, el animal que se muestra en el escudo se dirigirá hacia el cuerpo del caballero.
Los humanos y los humanoides se muestran en affronté {fr}} (de frente al espectador), a menos que se especifique lo contrario en el blasón. Hay que tener en cuenta que los términos heráldicos diestra (derecha) y siniestra (izquierda) se definen con respecto a la perspectiva del portador del escudo, no la del espectador.
- A la derecha del espectador es la dirección en la que se supone que miran los animales. Por lo tanto, esta posición no se especifica a menos que sea necesario para mayor claridad, como cuando se representa a un ser humano o similar a un ser humano (la posición predeterminada para estos es affronté (de frente) (en francés)) o cuando la cabeza y el cuerpo de un animal no se giran en la misma dirección.

- Se dice siniestro o contorneado de una criatura que mira hacia la derecha del espectador.

- De frente (Affronté (en francés)) se dice de una criatura (u otro componente heráldico como un yelmo o la cara de un hombre) que se enfrenta al espectador (por ej.: De un león, affronté-sejant)

- En Arrière o de espaldas al espectador. Es el uso más común de aves e insectos, donde la comprensión es de una vista aérea del animal con las alas extendidas (más comúnmente, volant en arrière (volando hacia atrás, (en francés)), dicho de las abejas).

- Guardante (Guardant (en francés)) o En Aspecto Completo indica un animal con el cuerpo colocado de lado pero con la cabeza vuelta para mirar al espectador.

- Regardante (Regardant (en francés)) indica un animal con la cabeza vuelta hacia atrás, como si mirara por encima del hombro. A menos que se den otras instrucciones, el cuerpo se enfrentará a la diestra, haciendo que la dirección de la cabeza sea siniestra (a la izquierda), por ejemplo: pasante reguardante, rampante reguardante, donde el primer término describe la posición del cuerpo del animal y el segundo describe la posición de su cabeza.

- En Aspecto Trian (un término de heráldica raro, posterior a los siglos XVI y XVII) hay una cabeza de animal en una vista de 3/4 y da la apariencia de profundidad, con la cabeza vista en un ángulo en algún lugar entre el perfil y la recta.

## Actitudes de las bestias
Muchas actitudes comúnmente conocidas en los rollos heráldicos corresponden específicamente a bestias predadoras, mientras que otras se ajustan mejor a animales dóciles. Cada uno de ellos se discutirá en detalle a continuación. También vale la pena señalar que un león u otra bestia también puede describirse en términos de la posición de su cabeza, partes de diferentes colores (como dientes, garras, lengua, etc.), o por la forma o posición de su cola.
Una bestia puede estar:
- Armada: De cuernos, dientes y garras.
- Lenguada: Con la lengua de un esmalte.
- Vestida: Un ciervo puede estar vestido, es decir con astas.
- Uñada: Con Pezuñas de una tintura.
- Bifurcada o doblada: La cola de la bestia.
- Otros: Además puede haber actitudes raras o posiblemente no del todo estándar, como un bisonte resoplando.[1]

### Rampante
| - León Rampante | Rampante / Rampant (en inglés). |
| - León Rampante | Una bestia Rampante se representa de perfil erguida con las patas delanteras levantadas. La posición de las patas traseras varía según la costumbre local: el león puede pararse sobre ambas patas traseras, bien separadas, o sobre una sola, con la otra también levantada para atacar; la palabra rampante a veces se omite, especialmente en el blasón temprano, ya que esta es la posición más habitual de un cuadrúpedo carnívoro. Se representa de perfil, no muestra más que un ojo y una oreja, levantado sobre la pata trasera izquierda con la mano derecha y la pata izquierda adelantadas, en disposición de agredir; la cola levantada, recta y formando onda el extremo que acaba en borla, vuelta en la dirección de la espalda. Si tuviera las dos patas traseras en el suelo, se denominaría acostado. - Nota: el término sejante (segreant) denota la misma posición, pero implica una posición de ala extendida y sólo se usa en referencia a cuadrúpedos alados como grifos y dragones Rampante es la actitud más frecuente en cuadrúpedos, y como soportes son raramente visto en otra actitud. Forcené es un término para esta posición cuando aplica a caballos y unicornios. Otros ejemplos - León Rampante Guardante / Leopardo leonado - León Rampante Regardante |

### Pasante
| - León Pasante (León leopardado) | Pasante / Passant (en inglés). |
| - León Pasante (León leopardado) | Una bestia Pasante camina hacia la diestra (izquierda del espectador) con la pata delantera derecha levantada y todas las demás en el suelo. Se llama también leopardado cuando lleva la cola vuelta sobre el lomo y la extremidad superior mirando hacia afuera. Los primeros heraldos sostuvieron que cualquier león en posición de caminar debe ser necesariamente un leopardo, y esta distinción persiste en la heráldica francesa; sin embargo, este uso del término leopardo ha sido abandonado hace mucho tiempo por los heraldos ingleses. Un León de Inglaterra denota un león pasante guardián de oro, usado como un aumento. La Bandera de Gales presenta un dragón pasante. Para ciervos y otras bestias de caza parecidas a ciervos, se usa el término Tripante en lugar de Pasante. Otros ejemplos - León Pasante Guardanten (Leopardo) - León Pasante Regardante |

### Sedente
| - León Sedente | Sedente (Sejant (en inglés)) |
| - León Sedente | Una bestia Sedente se sienta en cuclillas, con ambas patas delanteras en el suelo Una bestia sedente erecta se sienta en cuclillas, pero con su cuerpo erecto y ambas patas delanteras levantadas en la posición rampante (esto a veces se denomina sedente-rampante). Otros ejemplos - León Sedente Erecto (Sedente Rampante) |

### Tendido
| - León Tendido | Tendido / Couchant (en inglés) |
| - León Tendido | Una bestia se encuentra Tendida cuando está echada en el piso pero con la cabeza levantada. Alojado es el término para esta posición cuando se aplica a los animales dóciles, es decir herbívoros. |

### Galopante
| - León Galopante | Galopante / Courant (en inglés) |
| - León Galopante | Una bestia Galopante está corriendo, a gran velocidad o en plena persecución, representado a toda velocidad con las cuatro patas en el aire. |

### Cobarde
| - León Cobarde | Cobarde / Coward (en inglés) |
| - León Cobarde | Un león cobarde tiene la cola entre las patas traseras y, por lo demás, se muestra rampante a la derecha. Cobarde no acepta otras modificadores como regardante o sedente. |

### Durmiente
| - León Durmiente | Durmiente / Dormant (en francés)                                                                                           |
| - León Durmiente | Una bestía Durmiente, está acostado con la cabeza baja, descansando sobre las patas delanteras, como si estuviera dormido. |

### Saliente
| - León Saliente | Saliente / Salient (en francés) |
| - León Saliente | Una bestia saliente, del (en latín) saliēns, está saltando, con ambas patas traseras juntas en el suelo y ambas patas delanteras juntas en el aire. Esta es una posición muy rara para un león, pero también es usado de otras bestias heráldicas. El ciervo y otros animales dóciles en esta posición a menudo se denominan saltando. Ciertos animales más pequeños a veces se denominan saltantes en lugar de salientes. |

### Estatante (Arrestado)
| - León Estatante | Estatante / Statant (en inglés) |
| - León Estatante | Una bestia Estatante está de pie (de perfil hacia la diestra), con las cuatro patas en el suelo, generalmente con las patas delanteras juntas. Esta postura es más frecuente en cimeras que en cargas sobre los Escudos. En ciertos animales, como los osos, esto puede referirse a una posición erguida y bípeda (aunque esta posición también puede denominarse Estatante erecto), aunque los osos denominados Estatantes también se pueden encontrar con todas las cuatro patas firmemente en el suelo (por ejemplo en las armas del antiguo ayuntamiento de Berwick-upon-Tweed). Mientras que Estatante se usa en referencia a las bestias depredadoras, los animales más dóciles cuando están en esta posición pueden llamarse "en la bahía", mientras que tales criaturas Estatante guardante se dice que está a la mirada. Esto es particularmente cierto en el caso de los ciervos Otros ejemplos - León Estatante Guardante (a esto se le llama Aplomado) |

### Mornado
| - León Mornado | Mornado / Morné o Mortine (en francés) |
| - León Mornado | Un león mornado se representa sin garras, dientes ni lengua, en posición rampante. El término proviene del verbo francés antiguo morner, de morne, triste, un anillo colocado sobre la punta de una lanza, del latín mora, protector de espada. |

### Amordazado
| - León Amordazado | Amordazado / Baillone (en francés)                                                       |
| - León Amordazado | Un león amordazado se muestra en posición rampante sosteniendo un bastón en sus dientes. |

### Difamado
| - León Difamado | Difamado / Defamed (en inglés)                               |
| - León Difamado | Es una bestía que muestra una posición rampante sin su cola. |

### Desarticulado
| - León Desarticulado | Desarticulado / Disjointed(en inglés) |
| - León Desarticulado | Un león que se muestra con las patas y la cabeza (pero no la cola) separadas del cuerpo se denomina desarticulado (es decir, arrancado de las articulaciones), y siempre se muestra en la posición rampante. |

### Tricoporado
| - León Tricorporado | Tricoporado / Tricorporated (en inglés)) |
| - León Tricorporado | Se muestra un león tricorporado cuando tiene tres cuerpos combinados con una cabeza, con el león principal/central mirando hacia el rampante guardante (es decir, con la cara hacia el espectador y con el cuerpo erguido hacia la Diestra). Otros ejemplos |

### Pascuante
| - De gules un cordero pascuante (pastando) de argén. Escudo de armas de Ladevèze (Gers), Francia | Pascuante / Pascuant (en inglés) |
| - De gules un cordero pascuante (pastando) de argén. Escudo de armas de Ladevèze (Gers), Francia | Los herbívoros pueden ser mostrado como Pascuante; esto es en pastoreo, o paissant (pacífico) con la cabeza baja al mismo nivel que sus cuatro patas, como lo estaría la cabeza de una vaca al comer hierba. Otros ejemplos |

## Posturas de las aves
Algunas actitudes describen el posicionamiento de las aves. El águila se encuentra desplegada con tanta frecuencia en la heráldica temprana que esta posición llegó a presumirse del águila a menos que se especifique alguna otra actitud en el blasón.
Los términos Expandido y Elevado o Abaissé e Invertido son términos similares que a menudo se usan indistintamente en heráldica, pero tienen significados específicos. A veces también hay confusión entre un ave en ascenso con alas desplegadas y un ave desplegada. La diferencia es que las aves en ascenso miran hacia la diestra o en aspecto triano y tienen los pies en el suelo. Los pájaros desplegados miran al espectador, tienen las patas abiertas y la cola completamente visible.
Varios términos se refieren a la posición particular de las alas, más que a la actitud del ave en sí. Un ave en casi cualquier actitud, excepto abierta, puede tener las alas desplegadas o añadidas.
- Alas exhibidas: significa que el ala derecha del ave está extendida hacia adelante y su ala izquierda extendida hacia atrás, girada de modo que la parte inferior de ambas alas se muestre por completo.
  - Desplegadas y expandidas o Espanie / Épandre (espaciadas) se extienden con las puntas de las alas apuntando hacia arriba.
  - Mostrada y bajada o Abaissé se extienden con las puntas de las alas apuntando hacia abajo.
- Alas adosadas significa que las alas están levantadas y extendidas detrás de él espalda con espalda como si estuviera a punto de tomar vuelo, de modo que solo la parte superior del ala derecha del ave se vea detrás del ala izquierda completamente desplegada.
  - Adosadas y elevadas se elevan con las puntas de las alas apuntando hacia arriba.
  - adosadas e invertidas se elevan con las puntas de las alas apuntando hacia abajo.

Alas exhibidas y expandidas
Alas exhibidas y bajadas
Águila desplegada, alas expandidas
Fénix emisora (issuant), alas desplegadas y elevadas, saliendo de su nido de fuego
Paloma volante (volant) (alas adosadas y elevadas)
Cigüeña vigilante

### Desplegado
Un pájaro desplegado se muestra enfrentando (afronté) con la cabeza girada hacia la diestra y las alas extendidas a los lados para llenar el área del campo. Esta posición se presume del águila, y el uso simbólico de las águilas en esta posición estaba bien establecido incluso antes del desarrollo de la heráldica, remontándose a Carlomagno.

### Abierto
Un pájaro abierto (Overt)  o revelado tiene las alas abiertas y apuntando hacia abajo.

### Cerrado
Cerrado es el equivalente en ave del Estatante, se muestra de perfil y en reposo con las patas apoyadas en el suelo y las alas plegadas a los lados.
Atado es el término utilizado para las aves domésticas o de caza, lo que implica que el ave está atada o atrapada en una red, respectivamente, y no se aplica a las aves depredadoras como el águila y el halcón. Encaramado esta Abierto (overt) mientras está sentado encima de una figura. Si la actitud de un pájaro no está blasonada, se supone que esta Cerrado; la excepción es el águila, cuya actitud predeterminada es Desplegada.

### Isuante
Isuante, (Issuant, (en inglés)), se usa para describir un fénix, aunque potencialmente también otras criaturas voladoras, cuando se representa surgiendo, por ejemplo, de una línea de llamas, una corona, un ánfora, etc.

### Creciente
Un ave creciente, rizant o rousant, se enfrenta a la diestra con la cabeza hacia arriba, las alas levantadas y de pie sobre las puntas de los pies como si estuviera a punto de emprender el vuelo. Un ave que se eleva puede tener las alas descritas como desplegadaso adosadas, y las alas pueden describirse además como elevadas o invertidas.

### Volante
Un pájaro volante (Volant, (en inglés)) se enfrenta al diestra con las alas extendidas en vuelo (generalmente se muestra adorsado y elevado) y las patas dobladas debajo de su cuerpo.
Volante hacia atrás' (Volant En Arrière, (en francés)) es cuando el ave se muestra desde una perspectiva de arriba hacia abajo con la cabeza mirando hacia el frente, de espaldas al espectador y las alas extendidas en vuelo (generalmente se muestra mostrado  e invertido). Un pájaro volant se considera en curva (diagonal) ya que vuela desde el siniestra inferior a la superior diestra del campo.

### Recursante

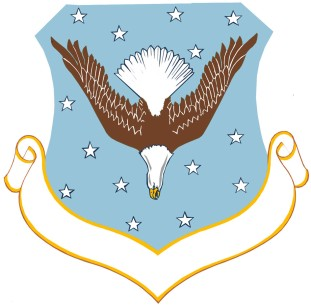
Un águila Volante recursante descendiente  en pálido, el emblema de la 38° División Aérea de la Fuerza Aérea de los EE.UU.
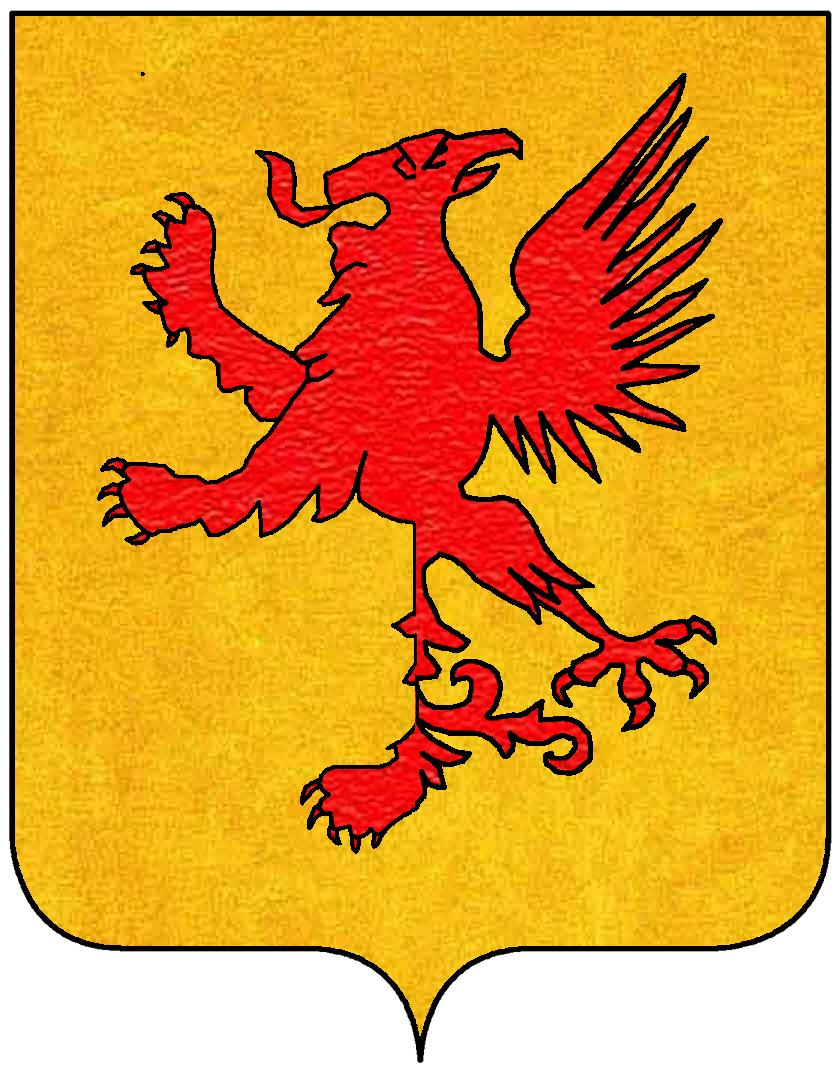
El blasón de este escudo de armas es: En oro, un león rampante atenuado con un águila recursante desplegada de gules, que significa Un fondo de oro sobre el cual aparece un león rojo rampante cortado por la mitad verticalmente a la izquierda y a la derecha un águila roja de corte similar con la espalda hacia el espectador y el ala extendida.

Un águila o halcón que se muestra recursante (recursant, (en inglés)), cuando está de espaldas al espectador. El término se emplea con mayor frecuencia para describir un águila en vuelo, pero también pueden describir animales como un cangrejo, una langosta, una rana, un lagarto, un escorpión, una araña, una tortuga o un insecto.

### Vigilante
| - Una grulla vigilante |
| Una Grulla de pie sobre una pierna (generalmente con una piedra en el otro pie) puede llamarse vigilante o en su vigilancia (p. ej.:Grulla en su vigilancia del Ayuntamiento de Waverley.). Por lo general, se muestra una piedra sostenida en la garra de la pierna levantada. Esto es según el mito del bestiario de que una Grúa se mantuvo despierta al hacerlo. Si dormitaba, supuestamente la Grulla dejaría caer la roca y se despertaría. |

### Vulnerable / En su Piedad
| - Un pelícano vulnerable (en su piedad); alas adornadas y elevadas. | Vulning / In Her Piety, (en inglés) |
| - Un pelícano vulnerable (en su piedad); alas adornadas y elevadas. | Una actitud peculiar reservada sólo al pelícano, es el pelícano en su piedad. El pelícano heráldico, una de las pocas bestias hembra en la heráldica, se muestra con un pico afilado como el de una cigüeña, que usa para vulnear (perforar o herir) su propio pecho. Esto se debe al mito del bestiario de que una hembra de pelícano se hirió así para alimentar a sus polluelos. Este símbolo de sacrificio tiene un significado religioso particular (generalmente una referencia al sacrificio de Cristo) y se hizo tan popular en la heráldica que los pelícanos rara vez existen en la heráldica en cualquier otra posición. Sin embargo, a veces se observa una distinción entre un pelícano vulnerable (sólo se perfora el pecho) versus su piedad (rodeada y alimentando a sus polluelos). El pelícano se muestra exclusivamente de perfil posado en su nido con las alas bien adosadas e invertidas (porque no se va a ir volando) o abiertas. |

## Otras posturas
Pocas actitudes están reservadas a las clases más raras de criaturas, pero estas incluyen:
- segreante, segreant (en inglés), un término que solo puede aplicarse a los cuadrúpedos alados,
- nadando horizontalmente, naiant (en francés)),
- hauriante, hauriant (en francés), términos que se aplican principalmente a los peces,
- glisante/resbaladizo (que tiende a causar resbalones), glissant (en francés)
- anudado o  entrelazado en un nudo, nowed (en inglés), términos que se aplican a las serpientes.

- Las serpientes también aparecen a veces en forma circular, mordiéndose la cola, pero este símbolo, llamado Ouroboros, se importó listo para usar en la heráldica, por lo que no necesita términos de actitud para describirlo.

### Segreante
| - Un grifo segreante | Segreant (en francés) |
| - Un grifo segreante | Una criatura Segreante, segreant (en francés), tiene ambas patas delanteras levantadas en el aire, como una bestia rampante, con alas adorsadas (vueltas de espalda) y elevadas. Este término está reservado a los cuadrúpedos alados (como grifos y dragones). Es de etimología incierta; se registra por primera vez como sergreant en el siglo XVI. Otros ejemplos - Grifo segreante o armadas y lampasado de gules |

### Combatiente o Respectante
| - Leones combatiente o armados y lampasados de azur | Combatant o respectant (en francés) |
| - Leones combatiente o armados y lampasados de azur | Las criaturas combatientes o respectantes se muestran de perfil una frente a la otra en la posición rampante o segreante, siempre en pareja y nunca apareciendo solas. Casi cualquier criatura puede convertirse en combatiente, aunque este término generalmente se aplica a bestias depredadoras y criaturas míticas; los animales herbívoros en tal posición son típicamente blasonados como respectante ((en latín) respetāns, observando). |

### Adorsado
| - Dos cabras adorsadas' | addorsed, (en inglés); en inglés medio endosse, en francés antiguo endosser, influenciado por el latín medieval indorsare) |
| - Dos cabras adorsadas' | Criaturas u objetos adorsados, se muestran uno frente al otro. Al igual que con "combatiente", los cargos agregados solo pueden aparecer en pares. También se encuentran con frecuencia llaves añadidas (colocadas en paralelo, guardas mirando hacia afuera). Otros ejemplos - Barbos adorsado de oro |

### Naiante
| - Un delfín naiante de oro | Naiant, (en inglés) |
| - Un delfín naiante de oro | Una criatura naiant está nadando. Este término es aplicado típicamente a un pez (cuando se muestra en posición horizontal, pero puede también aplicar a otras criaturas marinas y, ocasionalmente, aves acuáticas (por ejemplo cisnes, patos o gansos mostrados sin patas). Un delfín blasonado como naiante está siempre mostrado como encorvado, a diferencia de cualquier otra criatura o monstruo marino, aunque el blasón no lo especifique. |

### Hauriante
| - Delfín hauriente de argén | hauriant9, ((en inglés), del latín hauriēns, ‘sacando agua’)                                                |
| - Delfín hauriente de argén | Un pez, delfín, u otra criatura marina hauriante, está en una posición vertical con la cabeza hacia arriba. |

### Uriante
| - Escudo de armas de USS Tornado, con un dragón urinante | urinant ((en inglés), del latín ūrīnāns, ‘buceando’)                                                |
| - Escudo de armas de USS Tornado, con un dragón urinante | Un pez, delfín, u otra criatura marina urinant, es una posición vertical con la cabeza hacia abajo. |

### Glisante
| - Guiverno glisante | glissant, (en inglés)) |
| - Guiverno glisante | Una serpiente glisante se desliza horizontalmente en una postura ondulante. En el ejemplo: Escudo de armas del 37°Regimiento de Blindados, presentando un dragón glisante |

### Anudado
| - León de oro armado de argén, lampasado de gules, cola anudada | (nowed, (en inglés)), noué (en francés), atado)                                                           |
| - León de oro armado de argén, lampasado de gules, cola anudada | Serpientes, y las colas de otras bestias y monstruos, pueden estar anudado , a menudo en un Nudo de ocho. |